# Marcel Réja
Pour les articles homonymes, voir Paul Meunier (homonymie).
Marcel Réja est le pseudonyme de Paul Meunier, un psychiatre du début du XXe siècle notamment connu pour ses études sur les productions artistiques de patients psychiatriques, au travers de son livre L'art chez les fous, mais aussi pour ses œuvres littéraires et critiques et son rôle au sein du mouvement symboliste.

## Biographie

### Jeunesse et début de carrière médicale
Paul Gaston Meunier est né à Puiseaux le 20 août 1873. Il est le fils de Théodore Étienne Meunier, docteur en médecine et de sa femme, Louise Augustine Chambon.
Sa famille s'installe à Paris peu après et il entame des études de médecine. 
Il soutient sa thèse en 1900 et travaille par la suite en tant que psychiatre à l'asile de Villejuif sous la direction d'Édouard Toulouse. À cette époque, comme son collègue Auguste Marie, il commence à s'intéresser aux productions artistiques des patients internés à l'asile et collabore à plusieurs travaux de recherches avec Nicolas Vaschide, chef de travaux au sein du Laboratoire de psychologie expérimentale du docteur Toulouse.
Ensemble, ils conduisent des études sur les effets du haschish, ainsi que sur le sommeil et les rêves.

### Carrière littéraire et critique
En 1896, à 23 ans, il commence à publier de la poésie sous le pseudonyme de Marcel Réja, dans La Revue Socialiste, puis publie sous le même nom des articles de critiques littéraire et artistique où il défend et promeut l’œuvre d'Edvard Munch, Henri Héran, Odilon Redon, et argue contre l'académisme.
Introduit dans les milieux symbolistes, il devient proche de l'écrivain suédois August Strindberg dont il relit les manuscrits, à commencer par celui du roman Inferno dont il écrit la préface. Il appuie la carrière littéraire de Strindberg en France, se chargeant notamment de trouver des revues pour publier ses textes. Par l'entremise de Héran, il se lie également avec Munch, qui réalise son portrait.

### L'art chez les fous
Dans son article de 1901 L'art malade : dessins de fous, il publie des une des premières études qui prenne au sérieux le caractère artistique des productions de patients psychiatriques, plutôt que de les envisager sous l'angle strictement médical. Il s'appuie pour ce faire sur des œuvres de la collection de son collègue de Villejuif, Auguste Marie,.
Deux ans plus tard il fait paraître un autre article, La littérature des fous, s'intéressant  notamment à la poésie écrite par les patients psychiatriques. 
En 1905, il publie sous son vrai nom, avec Vaschide, un "feuilleton scientifique" intitulé Le sentiment poétique et la poésie des aliénés poètes dans le périodique La Plume, où ils examinent les productions poétiques des patients psychiatriques sous un angle littéraire et stylistique.
Réja reprend et enrichit les réflexions entamées dans ces articles dans son livre L’Art chez les fous : le dessin, la prose, la poésie paru en 1907. Dans ce livre, écrit pour le grand public en évitant de mettre en avant son identité de psychiatre, il établit des parallèles, marqués par l'ethnocentrisme de leur temps, entre l'art des patients psychiatriques et celui des peuples d'Afrique ou d'Océanie, mais aussi les productions artistiques des enfants.
Il défend l'idée que malgré leurs différences, ces œuvres ont pour point commun une grande expressivité et l'absence des idéaux classiques de la beauté artistique académique. En cela, Réja est un précurseur de la notion d'art brut forgée par Jean Dubuffet,.

### Au pays des miracles
En 1930, Marcel Réja fait paraître Au pays des miracles, une étude approfondie des "guérisseurs", praticiens de médecine non conventionnelle,.

### Mort et postérité
Réja meurt le 19 mars 1957 à l'âge de 83 ans, à l'hôpital Cochin à Paris,.
Ce n'est qu'en 1986 que sa véritable identité est révélée dans l'article que lui consacre Michel Thévoz, directeur de la Collection de l'art brut,.

## Publications
- Marcel Réja, La Vie Héroïque, Mercure de France, 1897 (lire en ligne)
- Marcel Réja, L'Art chez les fous, Société du "Mercure de France, 1907, 238 p.
- Nicolas Vaschide et Paul Meunier, « Le sentiment Poétique et la Poésie des Aliénés poètes », La Plume, Paris), nos 367-368,‎ 1905, p. 194-200
- Paul Meunier et René Masselon, Les Rêves et leur interprétation : essai de psychologie morbide, Bloud et Cie, 1910 (ISBN 9782402196260)
- Marcel Réja, Au pays des miracles, Éditions des portiques, 1930 (SUDOC 148917410)